# Loch

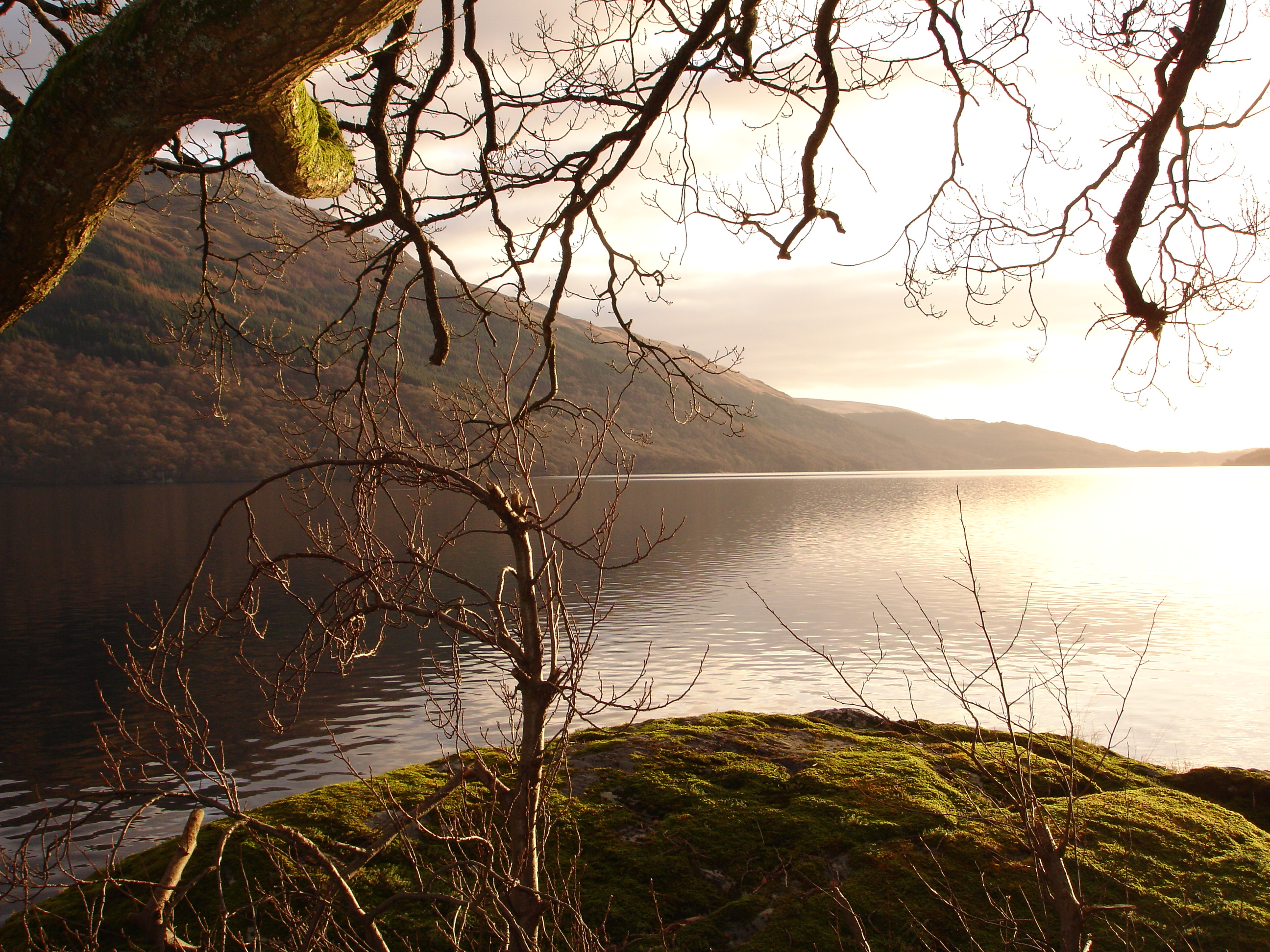
El Lock Laomainn

Un loch és una extensió d'aigua; es pot tractar d'un llac (loch d'aigua dolça) o d'un braç de mar semblant a un fiord, un estuari, o una badia (loch de mar). El mot loch no es troba més que a les illes Britàniques i més particularment a les regions de cultura celta com Escòcia i Irlanda. Al nord d'Anglaterra i a Irlanda, el terme emprat és generalment lough. Un petit llac també s'anomena lochan (a Escòcia) o lochán (a Irlanda).
Loch és un mot procedent del gaèlic i es troba doncs a les llengües d'aquesta família: gaèlic escocès, irlandès, manx. L'anglès i l'scots han pres igualment la paraula, que es dedica a la majoria dels llacs d'Escòcia així com a nombrosos braços de mar del nord i de l'oest d'Escòcia.
A Escòcia, no existeix més que un lloc que comporti emprar el mot llac: el llac de Menteith provenint d'una anglicització de l'escocès laich o menteith.
Els lochs poden prendre totes les formes però són generalment allargats, ja que les aigües ocupen depressions formades pel pas de les glaceres durant la darrera  glaciació. Sovint estan situats a valls glacials, les glens, de les que el fons és ocupat per un llac o un braç de mar.
Els lochs escocesos més cèlebres són sens dubte el Loch Ness, el Loch Awe, el Lock Laomainn i el Loch Tay, però n'hi ha centenars. Els lochs de mar, igualment nombrosos, comprenen per exemple el Loch Long, el Loch Fyne, el Loch Linnhe i el Loch Eriboll.